# Kónya Krisztina
Kónya Krisztina (Hódmezővásárhely, 1976. augusztus 2.) opera-énekesnő.

## Pályafutása
Hétéves korától folytatott hegedű és zongora szakos zenei tanulmányokat. 18 évesen a Szegedi Tudományegyetem Zeneművészeti Karának magánénekes hallgatója lett, ahol Busa Tamástól és D. Szécsi Edittől tanult. 2002-ben szerzett énekművész, -tanári diplomát. Később Gyimesi Kálmán Liszt-díjas operaénekes lett az énekmestere. 2002-ben lépett be a Szegedi Nemzeti Színház énekkarába, ahol 2008 óta magánénekesként működik. 2003 óta a Péczely Attila Alapfokú Művészeti Iskola magánének tanára.

### Fontosabb szerepei a Szegedi Nemzeti Színházban
- Mozart: A varázsfuvola – Első Dáma
- Mozart: Figaro házassága – Susanna
- Mozart: Don Giovanni - Donna Anna
- Rossini: Hamupipőke – Tisbe
- Donizetti: Don Pasquale – Norina
- Verdi: A trubadúr – Inez (2006), Leonora (2016)
- Verdi: Traviata – Violetta Valéry
- Verdi: Az álarcosbál – Oscar
- Verdi: Simon Boccanegra – Amelia Grimaldi
- Csajkovszkij: Anyegin – Tatjana
- Offenbach: Hoffmann meséi – Antónia
- Bizet: Carmen – Frasquita,Michaela
- Cilea: Adriana Lecouvreur – címszerep
- Puccini: Bohémélet – Mimì
- Puccini: Tosca – címszerep
- Zandonai: Francesca da Rimini – címszerep
- Tutino: A gyertyák csonkig égnek (ősbemutató) – Krisztina
- Erkel Ferenc: Bánk bán – Melinda
- Kodály Zoltán: Háry János – Örzse
- Kálmán Imre: Csárdáskirálynő – Szilvia
- Lehár Ferenc: A víg özvegy – Glavary Hanna
- Lehár Ferenc: Luxemburg grófja – Angèle
- Gilbert–Sullivan: Kalózkaland – Mabel
- Wolf-Ferrari: Sly – Dolly
- Gounod: Faust- Margit

## Díjak, elismerések
- 2006: Énekkari nívódíj
- 2007: Énekkari nívódíj
- 2008: "Az évad ifjú operaénekese" díj
- 2009: Bessenyei Ferenc művészeti díj
- 2010: Dömötör-díj
- 2011: "Az évad operaénekese"
- 2014: Vaszy Viktor-díj
- 2014: Dömötör-díj
- 2017: "Az évad operaénekese"
- 2018: Dömötör-díj[1]